# Tinea chaotica
Tinea chaotica is een vlinder uit de familie van de echte motten (Tineidae). De wetenschappelijke naam van de soort werd in 1893 gepubliceerd door Edward Meyrick.